# Louis-Henry-Jérôme Tonnellé
Pour les articles homonymes, voir Tonnellé.
Louis-Henry-Jérôme Tonnellé (1770-1847) est un médecin français, chirurgien à l'hôpital Saint-Gatien à Tours. Il est le père de Louis Tonnellé (1803-1860).

### Ouvrages de Louis-Henry-Jérôme Tonnellé
Considérations sur les convulsions qui se manifestent dans la première enfance : présentée et soutenue à la Faculté de Médecine de Paris le 21 décembre 1815', Paris : impr. Didot jeune, 1815 (Thèse, Médecine, Paris, 1815).

### Sources
- Michel Laurencin. Dictionnaire biographique de Touraine, Chambray-lès-Tours : C.LD., 1990.
- Dictionnaire des scientifiques de Touraine, Académie des sciences, arts et belles-lettres de Touraine, 2017